# Ricky Hatton
Richard „Ricky“ John Hatton, MBE (* 6. Oktober 1978 in Stockport, Greater Manchester) ist ein ehemaliger britischer Profiboxer und war WBA-, IBF-, IBO- und Ring-Magazine-Weltmeister im Halbweltergewicht, sowie WBA-Weltmeister im Weltergewicht. 2024 fand er Aufnahme in die International Boxing Hall of Fame.
Er ist der ältere Bruder des Boxers Matthew Hatton.

## Amateur
Hatton gewann 73 von 80 Amateurkämpfen. Sein größter Erfolg war der Gewinn einer Bronzemedaille im Halbweltergewicht bei der Junioren-Weltmeisterschaft 1996 in Havanna.
Im Mai 1997 wurde er noch Englischer Meister im Halbweltergewicht.

## Profikarriere
Hatton stand von 1997 bis 2005 beim britischen Promoter Frank Warren sowie im Anschluss beim Briten Dennis Hobson unter Vertrag und hatte sein Debüt am 11. September 1997 gegeben. Er gewann bis Ende 2007 jeden seiner 43 Kämpfe, davon 32 vorzeitig. Im Mai 1999 besiegte er Dillon Carew (Bilanz: 10-3, Olympiateilnehmer 1992) und wurde dadurch Intercontinental-Champion der WBO im Halbweltergewicht. Den Titel verteidigte er gegen Bernard Paul (21-8), Mark Winters (13-2), Pedro Terán (13-2), Ambioris Figuereo (8-1), Gilbert Quiros (11-2) und Giuseppe Lauri (19-1). Durch den Sieg gegen Lauri wurde er im September 2000 zusätzlich Intercontinental-Champion der WBA.
Am 21. Oktober 2000 schlug er den späteren Europameister Jon Thaxton (19-5) beim Kampf um die Britische Meisterschaft im Halbweltergewicht und am 26. März 2001 den ehemaligen WBO-WM-Herausforderer Tony Pep (41-7) beim Kampf um den Weltmeistertitel der WBU, bei dem es sich um keinen der vier großen Verbände, jedoch um einen in Großbritannien angesehenen Titel handelte. Im Anschluss verteidigte er den Titel fünfzehn Mal, darunter gegen den Ex-IBF-Weltmeister Freddie Pendleton (47-25), den Olympiateilnehmer 1992 Justin Rowsell (31-1), Eamonn Magee (23-2), den Ex-IBF-Weltmeister Vince Phillips (44-7), den ehemaligen WBC- und WBO-WM-Herausforderer Aldo Rios (35-2), den ehemaligen WBC/WBA/IBF-WM-Herausforderer Ben Tackie (24-4), den ehemaligen Europameister und IBF-WM-Herausforderer Dennis Pedersen (44-2) und den ehemaligen WBO- und IBF-WM-Herausforderer Ray Oliveira (47-9).
Als Nummer-1-Herausforderer der IBF im Halbweltergewicht und mit einer Bilanz von 38-0 (28 KO), boxte er am 4. Juni 2005 in der Manchester Arena gegen den IBF-Weltmeister und ehemals Unumstrittenen Weltmeister dieser Gewichtsklasse, Kostya Tszyu (31-1, 25 KO). Hatton gewann den Kampf durch Aufgabe seines Gegners nach der elften Runde (TKO), wurde damit im Alter von 26 Jahren neuer IBF-Weltmeister und vom Ring Magazine als Nummer 1 im Halbweltergewicht anerkannt.
Am 26. November 2005 gewann er in der Sheffield Arena eine Titel-Vereinigung durch KO in der neunten Runde gegen den WBA-Weltmeister Carlos Maussa (20-2, 18 KO). Maussa hatte den WBA-Titel erst im Juni 2005 gegen Vivian Harris gewonnen und bestritt gegen Hatton seine erste Titelverteidigung.
2006 legte Hatton die IBF- und WBO-Titel nieder, da er sich für einen Wechsel in das nächsthöhere Weltergewicht und einem dortigen Titelkampf gegen den WBA-Weltmeister Luis Collazo (26-1, 12 KO), der den Gürtel im April 2005 gegen Jose Rivera gewonnen und im August 2005 gegen Miguel González verteidigte, entschieden hatte. Den Kampf gegen Collazo gewann er schließlich am 13. Mai 2006 im TD Garden von Boston einstimmig nach Punkten.
Den WBA-Titel im Weltergewicht legte er bereits drei Monate später nieder, um wieder in das Halbweltergewicht zu wechseln. Dort boxte er am 20. Januar 2007 im Paris Las Vegas gegen den IBF-Weltmeister Juan Urango (17-0, 13 KO) und gewann seinen ehemals gehaltenen IBF-Titel durch einen einstimmigen Punktsieg zurück. Urango hatte den von Hatton niedergelegten IBF-Titel erst im Juni 2006 gegen Naoufel Ben Rabah erkämpft und bestritt gegen Hatton seine erste Titelverteidigung.
Als Voraussetzung für einen lukrativen Kampf gegen José Luis Castillo (55-7, 48 KO) legte Hatton erneut den IBF-Titel nieder, da der Verband als seinen nächsten Gegner den Gewinner aus der Begegnung Naoufel Ben Rabah vs. Lovemore N’dou vorgeschrieben hatte. Den Kampf gegen Castillo, der am 23. Juni 2007 im Thomas & Mack Center von Las Vegas stattfand, gewann Hatton durch KO in der vierten Runde. Durch den Sieg wurde er WBC International-Champion und IBO-Weltmeister im Halbweltergewicht.
In seinem nächsten Kampf, für den er erneut in das Weltergewicht aufstieg, boxte er am 8. Dezember 2007 in der MGM Grand Garden Arena von Las Vegas gegen den ebenfalls ungeschlagenen WBC-Weltmeister Floyd Mayweather Jr. (38-0, 24 KO) und erlitt in seinem 44. Kampf seine erste Niederlage, als er von Mayweather ausgeboxt und durch TKO in der zehnten Runde besiegt wurde.
2008 verteidigte er seinen IBO-Titel noch gegen Juan Lazcano (37-4, ehemaliger WM-Herausforderer von José Luis Castillo) und Paul Malignaggi (25-1, ehemaliger IBF- und späterer WBA-Weltmeister), ehe er am 2. Mai 2009 in der MGM Grand Garden Arena durch KO in der zweiten Runde gegen den zu diesem Zeitpunkt besten Boxer der Welt (Pound for pound), Manny Pacquiao (48-3, 36 KO), verlor, nachdem er bereits in der ersten Runde zweimal am Boden war.
Nachdem er für über drei Jahre keinen Kampf mehr bestritten hatte, kehrte er am 24. November 2012 für einen Kampf gegen Wjatscheslaw Sentschenko (32-1) in den Ring zurück, verlor jedoch durch KO in der neunten Runde. Im Anschluss gab er das Ende seiner Karriere als aktiver Boxer bekannt.

## Erfolge im Überblick
Halbweltergewicht
- 1996: Bronzemedaille bei der Juniorenweltmeisterschaft (Amateure)
- 1997: Englischer Meister (Amateure)
- 1999: Britischer Meister
- 29. Mai 1999: WBO-Intercontinental-Titel (6 Titelverteidigungen)
- 23. September 2000: WBA-Intercontinental-Titel
- 2000: Britischer Meister
- 26. März 2001: WBU-Weltmeister (15 Titelverteidigungen)
- 4. Juni 2005: IBF-Weltmeister (2 Titelverteidigungen)
- 26. November 2005: WBA-Weltmeister
- 20. Januar 2007: IBO-Weltmeister (3 Titelverteidigungen)
- 23. Juni 2007: WBC-International-Titel

Weltergewicht
- 13. Mai 2006: WBA-Weltmeister

Weitere Ehrungen
- 2005: Ring Magazine Boxer des Jahres (Als erster Brite überhaupt)
- 2005: ESPN Boxer des Jahres
- 2007: Member of the British Empire (MBE)
- 2024: Aufnahme in die International Boxing Hall of Fame

Laut unabhängiger Computerrangliste von BoxRec, gilt er als der erfolgreichste Halbweltergewichts-Boxer der britischen Geschichte. In der ewigen Europarangliste belegt er Platz 3 und in der ewigen Weltrangliste Platz 12.